# Édouard-François Molé de Champlâtreux
Édouard François Mathieu Molé de Champlâtreux est un magistrat français né le 5 mars 1760 et mort guillotiné à Paris le 20 avril 1794.

## Biographie
Fils de Mathieu-François Molé (1705-1793), premier président du Parlement de Paris, et de sa femme née Bonne-Félicité Bernard, Édouard François Mathieu Molé fut lui-même conseiller au Parlement de Paris.
Il épousa en février 1779 Louise-Élisabeth de Lamoignon (1763-1825), fille de Chrétien-François de Lamoignon de Basville, garde des sceaux de France en 1787, future Mère Saint-Louis et fondatrice des Sœurs de la Charité de Saint-Louis. Ils eurent cinq enfants dont deux atteignirent l'âge adulte :
1. Louis-Mathieu (1781-1855), qui épouse en 1798 Caroline de la Live de la Briche (1781-1845), dont postérité ;
2. Félicité (1786-1852), qui épouse en 1802, Pierre de Lamoignon, dont postérité ;
3. Louise (1790-1794).

En 1791, il émigra à Bruxelles avec sa famille mais revint en France en janvier 1792 pour se mettre en règle avec la loi du 9 novembre 1791 sur les émigrés. Il fut arrêté le 19 août et conduit à la prison de l'Abbaye. Libéré en septembre 1792, il fut arrêté de nouveau en octobre 1793 et enfermé au couvent des Jacobins rue Saint-Dominique. Libéré une deuxième fois, il fut à nouveau arrêté en janvier 1794 avec tous les autres membres du Parlement qui avaient protesté contre la dissolution de cette institution. Condamné à mort par le Tribunal révolutionnaire le 20 avril avec d'autres parlementaires, il fut immédiatement guillotiné, le jour de Pâques.